# 샤코탄반도

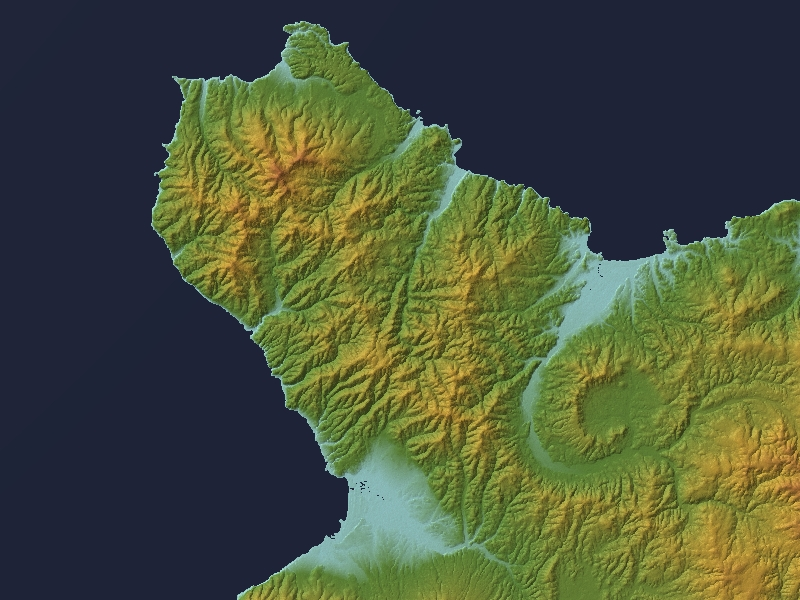
샤코탄반도

샤코탄반도(일본어: 積丹半島)는 홋카이도에 있는 반도이다.